# Alajuela (tỉnh)

Bản đồ Costa Rica với vị trí của tỉnh

Alajuela là một tỉnh của Costa Rica, nằm ở bắc trung bộ, giáp hai tỉnh Río San Juan và Rivas của Nicaragua về phía bắc. Theo chiều kim đồng hồ Alajuela giáp các tỉnh Heredia, San José, Puntarenas và Guanacaste. Tỉnh lỵ là Alajuela.
Alajuela có diện tích 9.757,53 km², và dân số là 767.143 (2003)...
Về mặt hành chính, tỉnh được chia thành 15 tổng.
Tổng (thủ phủ):
1. Alajuela
2. San Ramón
3. Grecia
4. San Mateo
5. Atenas
6. Naranjo
7. Palmares
8. Poás
9. Orotina
10. San Carlos
11. Zarcero
12. Valverde Vega
13. Upala
14. Los Chiles
15. Guatuso

## Nhân vật
Alajuela là quê hương của anh hùng dân tộc Costa Rica Juan Santamaría.